# 科內日諾河畔里赫諾夫

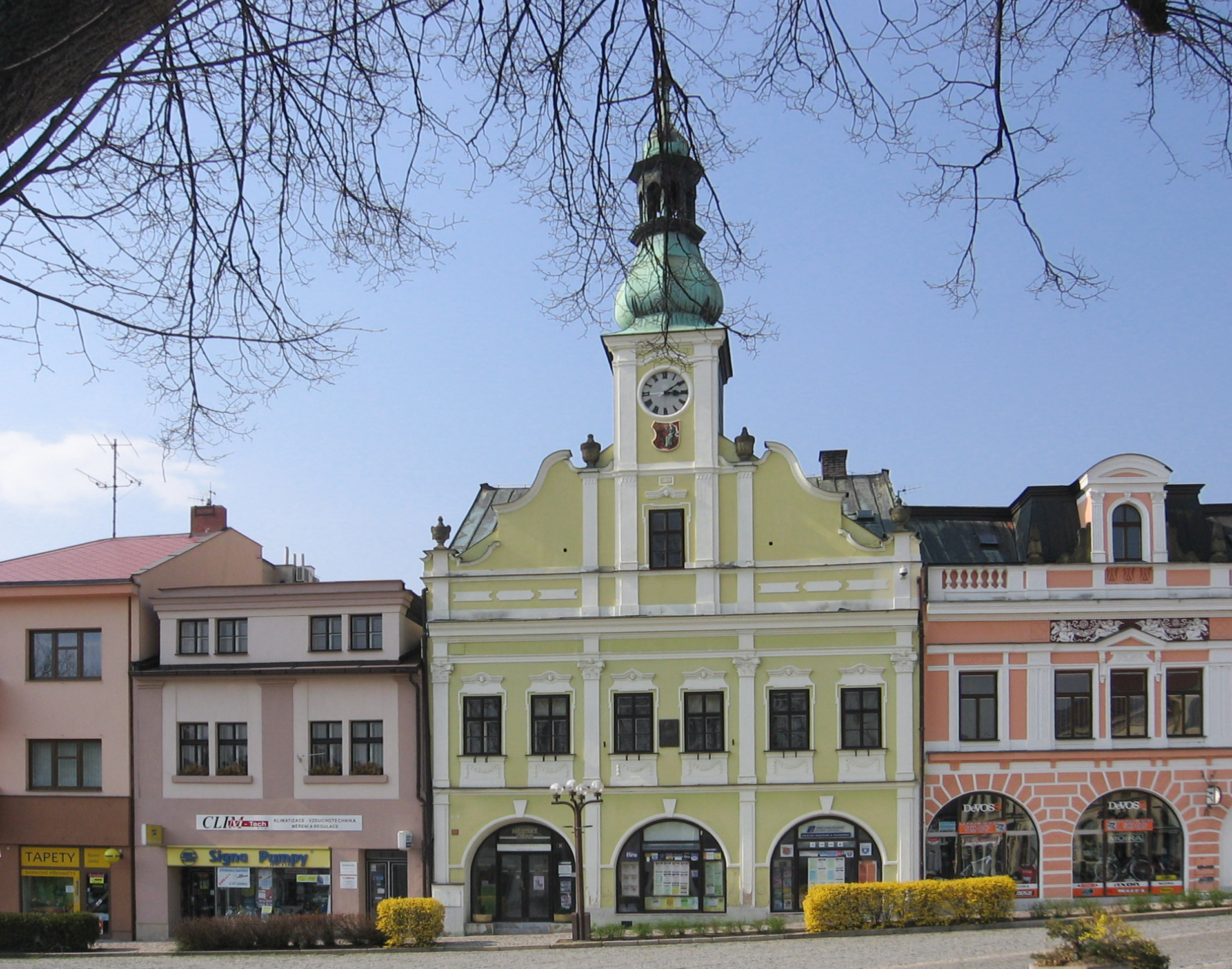

50°09′47″N 16°16′28″E / 50.16306°N 16.27444°E
科內日諾河畔里赫諾夫（捷克語：Rychnov nad Kněžnou），是捷克的城鎮，位於該國北部，由赫拉德茨-克拉洛韋州負責管轄，是科內日諾河畔里赫諾夫縣的首府，面積35平方公里，海拔高度320米，2006年人口11,823，人口密度每平方公里338人。